# 弗沃黑區
弗沃黑區（波蘭語：Włochy，發音：[ˈvwɔxɨ]）是波蘭首都華沙的行政區之一。弗沃黑區位於華沙西南。在1938年至1951年期間，弗沃黑曾是獨立城鎮。1951年，弗沃黑區併入華沙。2002年，弗沃黑區獨立設區。